# Acianthera aurantiolateritia
Acianthera aurantiolateritia  es una especie de orquídea. Es originaria de Brasil.

## Descripción
Es una orquídea con un tamaño pequeño, que prefiere un clima cálido en lugar de fresco. Tiene un hábito de epífita con un tallo erecto, envuelto basalmente de 2 a 3 envolturas tubulares y con una única hoja apical, erecta, coriácea, elíptica, de color gris verdoso, tridenticulada apicalmente. Florece en el verano en una inflorescencia erecta para arqueada de 5 cm de largo, con hasta 8 flores carnosas y pubescentes.

## Distribución y hábitat
Se encuentra en Brasil, Bolivia y Argentina en las elevaciones de alrededor de 1350-1500 metros.

## Taxonomía
Acianthera aurantiolateritia fue descrita por (Speg.) Pridgeon & M.W.Chase  y publicado en Lindleyana 16(4): 242. 2001.
Etimología
Ver: Acianthera
aurantiolateritia: epíteto latino que significa "rojo y amarillo".
Sinonimia
- Pleurothallis aurantiolateritia Speg.[3][4]